# Reț
Reț románul: Reț, falu Romániában, Erdélyben, Hunyad megyében.

## Fekvése
Blezseny (Blăjeni) mellett fekvő település.

## Története
Reţ korábban Blezseny (Blăjeni) része volt. 1956-ban vált külön településsé 331 lakossal.
1966-ban 333, 1977-ben 248, 1992-ben 192, a 2002-es népszámláláskor 148 román lakosa volt.